# Gustav Heylbut
Gustav Heylbut (* 13. Juni 1852 in Hamburg; † 14. August 1914 ebenda) war ein deutscher Klassischer Philologe.
Heylbut stammte aus einer jüdischen Familie und wuchs in Hamburg auf. Er besuchte die Gelehrtenschule des Johanneums, an der Adolph Kießling ihn für die Philologie gewann. Heylbut studierte nach dem Abitur 1872 Klassische Philologie an der Universität Bonn unter anderen bei Theodor Bergk, Jacob Bernays, Franz Bücheler und Hermann Usener und an der Universität Berlin, an der er Hermann Bonitz, Adolf Kirchhoff, Theodor Mommsen und Eduard Zeller hörte. 1876 wurde er in Bonn mit einer Dissertation zur Schrift des Theophrast Über die Freundschaft promoviert. Bei der Promotion des Archäologen Hermann von Rohden 1875 hatte er als Opponent fungiert. 1878 bis 1885 arbeitete er als Bibliothekar an der Universitätsbibliothek Göttingen. Er war später als Privatgelehrter in Hamburg tätig und wurde mit der Herausgabe von drei Bänden für die Commentaria in Aristotelem Graeca (Bde. 19, 1; 19, 2; 20) beauftragt. Er stiftete eine beträchtliche Summe für die Hamburger Kunsthalle und vertraute seinen Nachlass der Gelehrtenschule des Johanneums an, die er als Schüler besucht hatte.

## Schriften (Auswahl)
- De Theophrasti libris Περὶ φιλίας. Diss. phil. Bonn 1876, online (enthält Vita)
- Aspasii in ethica Nicomachea quae supersunt commentaria, 1889 (Commentaria in Aristotelem Graeca, 19, 1)
- Heliodori in ethica Nicomachea paraphrasis, 1889 (Commentaria in Aristotelem Graeca, 19, 2)
- Eustratii et Michaelis et Anonyma in ethica Nicomachea commentaria, 1892 (Commentaria in Aristotelem Graeca, 20)